# Hegermann-Lindencrone
Hegermann-Lindencrone er en nulevende dansk adelsslægt tilhørende lav- og sværdadelen.
Militærslægten Hegermann føres tilbage til kommandant på Frederiksholm ved Kristianssand, kaptajn Diderich Hegermann (død 1718), der formentlig var af tysk herkomst. Hans søn, oberstløjtnant Diderik Hegermann (1697-1772) var fader til oberstløjtnant, krigskommissær Cay Detlev Hegermann (1732-1800). Denne havde sønnerne general, statsråd Diderik Hegermann (1763-1835) — hvis efterkommere lever i Norge — generalmajor Frederik Christian Otto Hegermann (1769-1841) og general, kammerherre Johan Hendrik Hegermann-Lindencrone (1765-1849), der var gift med forfatterinden Mette Louise Christiane Frederikke Hegermann-Lindencrone, født de Lindencrone (1778-1853) og som 2. maj 1818 optoges i den danske adel med navnet Hegermann-Lindencrone.
Blandt dette ægtepars børn var generalløjtnant, kammerherre Cai Ditlev Hegermann-Lindencrone (1807-1893) og oberst Diderik William Hegermann-Lindencrone (1817-1885). Cai Ditlev Hegermann-Lindencrone var fader til gesandt, gehejmekonferensråd Johan Henrik Hegermann-Lindencrone (1838-1918) og generalmajor, kammerherre Johan Frederik (Fritz) Hegermann-Lindencrone (1840-1938).
Diderik William Hegermann-Lindencrone var fader til porcelænsmaleren og keramikeren Effie Frederikke Nicoline Octavia Hegermann-Lindencrone (1860-1945).
Johan Henrik Hegermann-Lindencrone var fader til jurist og teaterdirektør Cai Ditlev Hegermann-Lindencrone (1881-1947).
Fritz Hegermann-Lindencrone var fader til ritmester Johan Herman Hegermann-Lindencrone (1872-1929).

## Våben
Slægtens våben er identisk med Lindencrones, men med et hjerteskjold, der viser en stork stående på ét ben i guld felt.